# Стил, Сэм
Сэм Стил (англ. Sam Steel; род. 3 февраля 1998, Шервуд-Парк) — канадский хоккеист, нападающий клуба «Даллас Старз».

## Карьера

### Клубная
На Драфте НХЛ 2016 года был выбран в 1-м раунде под общим 30-м номером клубом «Анахайм Дакс». 21 декабря 2016 года подписал с «Дакс» трёхлетний контракт новичка.
Вернувшись в состав «Реджайна Пэтс», за которую играл ранее, он стал лучшим по результативности в WHL; по итогам сезона 2016/17 он заработал 131 очко (50+81). Стил получил Фоур Бронкос Мемориал Трофи, как лучший игрок Западной хоккейной лиги. По итогам сезона 2017/18 он получил награду Стэффорд Смайт Мемориал Трофи, как самый ценный игрок турнира.
Дебютировал в НХЛ 4 октября 2018 года в матче с «Сан-Хосе Шаркс», который завершился победой «уток» со счётом 5:2. Первую шайбу в НХЛ забросил 21 октября в матче с «Баффало Сейбрз», в котором «Дакс» проиграли со счётом 4:2.
27 марта 2019 года в матче с «Ванкувер Кэнакс» оформил свой первый хет-трик в карьере и помог «Анахайму» победить со счётом 5:4, став при этом автором самого молодого хет-трика в истории команды.
После шести сезонов в системе «Анахайма», 30 августа 2022 года подписал однолетний контракт с «Миннесотой Уайлд».
1 июля 2023 года перешёл в «Даллас Старз», с которым подписал однолетний контракт.

### Международная
Играл за молодёжную сборную Канады на МЧМ-2018, на котором канадцы завоевали золотые медали. На турнире Стил заработал 9 очков (4+5), став вторым игроком канадской сборной по набранным очкам.